# Campylaspis gamoi
Campylaspis gamoi är en kräftdjursart som beskrevs av Jones 1984. Campylaspis gamoi ingår i släktet Campylaspis och familjen Nannastacidae.
Artens utbredningsområde är Biscayabukten. Inga underarter finns listade i Catalogue of Life.